# 유럽 소비자 안전 과학 위원회
유럽 소비자 안전 과학 위원회(Scientific Committee on Consumer Safety, SCCS)는 유럽 연합 집행위원회(European Commission, EC)의 보건 및 식품 안전 총국(Directorate-General for Health and Consumer Protection) 산하 독립 기관으로, 비식품 소비재(예: 화장품, 장난감, 섬유, 의류, 가정용 세제 등)와 서비스(예: 문신, 인공 선탠 등)의 건강 영향 및 화학적, 생물학적, 기계적 및 기타 물리적 위험에 대한 과학적 의견을 제공한다.

## 역사
1997년 10월 7일 설립된 Scientific Committees가 전신이다. 이후 2004년 3월 3일 설립된 Scientific Committee on Consumer Products (SCCP)와 Scientific Committee on Cosmetic Products and Non-Food Products (SCCNFP)로 분리 운영되다가  2008년 8월 5일에 Scientific Committee on Consumer Safety (SCCS)로 통합되었다.

## 기타
식품에 대한 과학적인 안전 평가는 유럽 식품안전청(EFSA)에서 담당한다.